# Pușkino, Vînohradiv
Pușkino (în ucraineană Пушкіно, maghiară Puskino) este un sat în comuna Perehrestea din raionul Vînohradiv, regiunea Transcarpatia, Ucraina.

## Demografie
Componența lingvistică a localității Pușkino
     Ucraineană (97,11%)
     Maghiară (1,76%)
     Alte limbi (1,12%)
Conform recensământului din 2001, majoritatea populației localității Pușkino era vorbitoare de ucraineană (97,11%), existând în minoritate și vorbitori de maghiară (1,76%).